# Warszawski Transport Publiczny

Sygnet Warszawskiego Transportu Publicznego

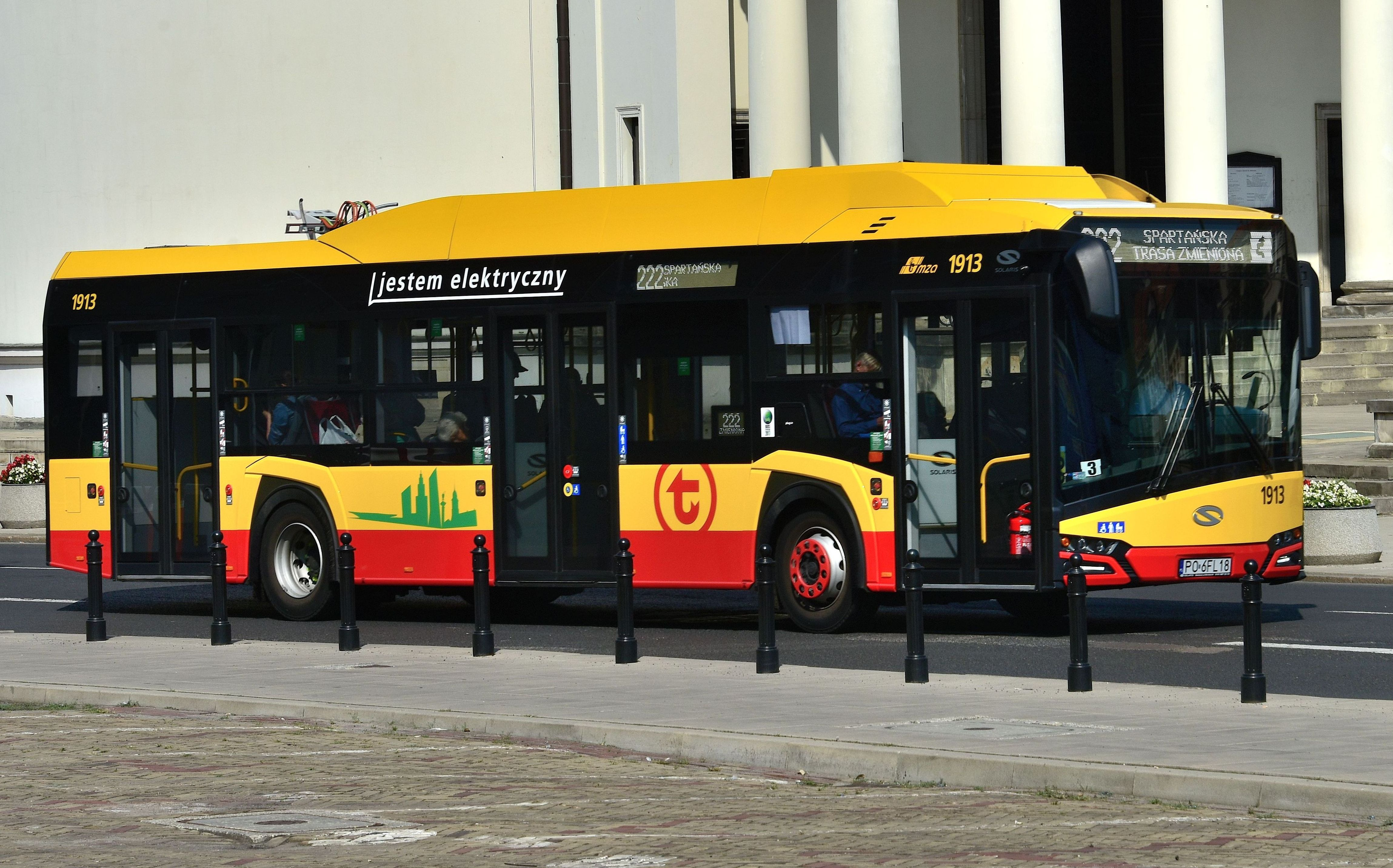
Autobus MZA Warszawa z logotypem WTP

Warszawski Transport Publiczny (skrót: WTP) – marka transportowa, utworzona na zlecenie władz miasta stołecznego Warszawy. Powstała w celu ujednolicenia oznaczeń transportu miejskiego w Warszawie i okolicach. Organizatorem i operatorem marki jest Zarząd Transportu Miejskiego, a w przypadku Warszawskiego Roweru Publicznego Veturilo — Zarząd Dróg Miejskich. 

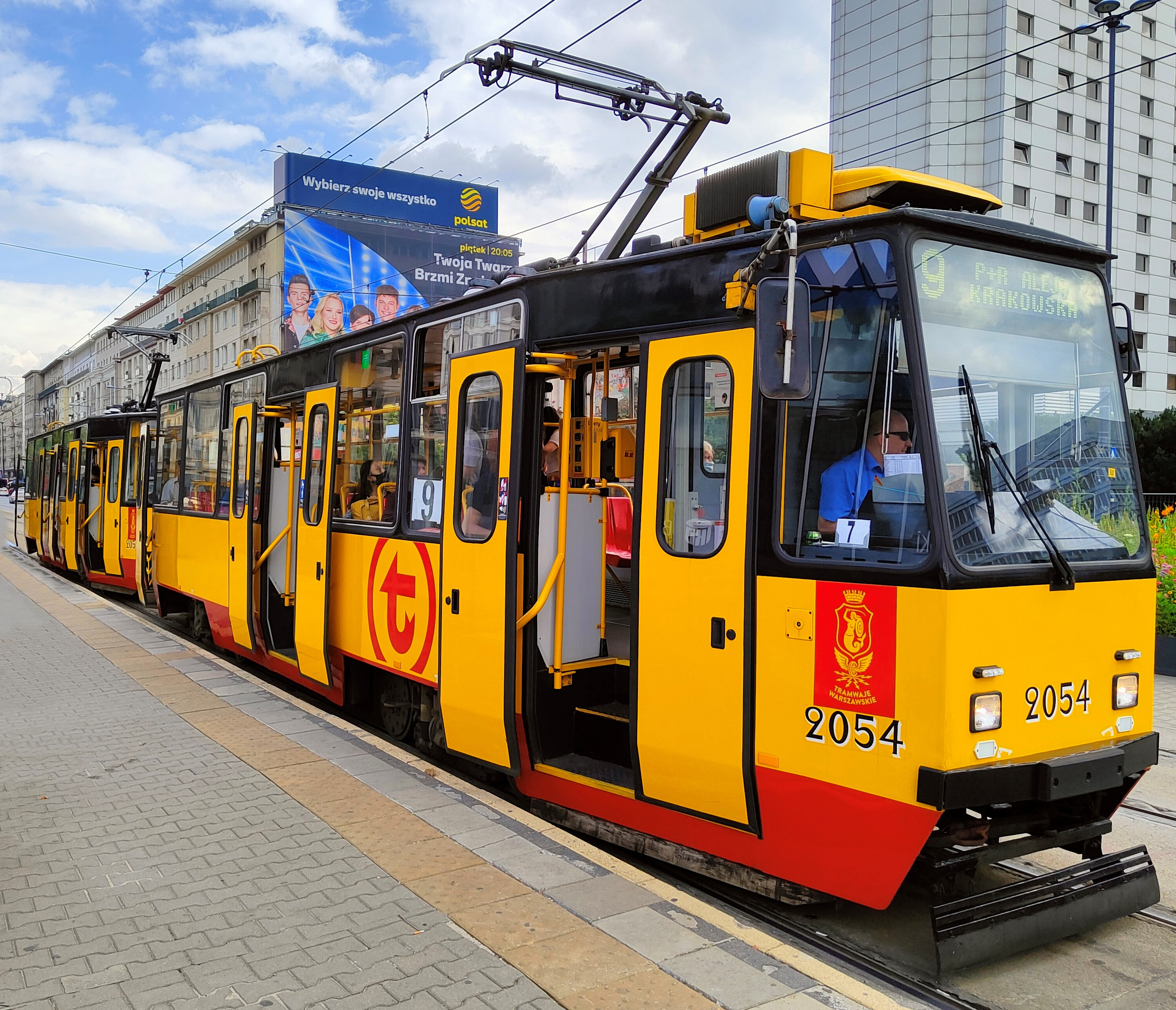
Tramwaj Tramwajów Warszawskich w barwach WTP

## Historia i cel powstania
W czerwcu 2017 roku Zarząd Transportu Miejskiego w porozumieniu ze Stowarzyszeniem Twórców Grafiki Użytkowej, na podstawie zlecenia Urzędu Miasta, ogłosił konkurs na nowe logo systemu komunikacji miejskiej, które miało połączyć ówczesne logo – syrenki warszawskiej, stare logo ZTM w motywie biletu w nowe logo ZTM o motywie czerwonym.

## Geneza i zastosowanie logo
Według informacji podawanych przez biuro projektowe oraz ZTM, logo wywodzi się z połączenia 3 symboli: Syrenki Warszawskiej (Warszawa) + Transport (litera T) + Publiczny (pasażerowie). Logo marki było promowane poprzez dystrybucję broszur z genezą i opisem w środkach komunikacji miejskiej, wyświetlanie reklam na ekranach LCD w środkach komunikacji miejskiej. W pierwszym dniu funkcjonowania logo, 3/4 pojazdów jeździło już z umieszczonym logo na prawej i lewej burcie. Logo jest również stosowane od tej chwili na ulotkach, broszurach, plakatach, słupach i wiatach przystankowych, ale i na tablicach liniowych i w cennikach. W niedalekiej przyszłości planowane jest wydanie serii biletów z oznaczeniem WTP.

## Odbiór i kontrowersje po wdrożeniu
Początkowo logo spotkało się z negatywnym stosunkiem opinii publicznej i środowisk transportowych. W wypowiedziach oceniane było jako „mało znaczące, a koszta zaprojektowania nieadekwatne do wyglądu”. Po fali negatywnych wypowiedzi dotyczących umieszczania i wprowadzania logo, twórcy wydali oświadczenie, które miało zdementować informacje, że błędne wdrożenie było winą projektantów, ZTM w odpowiedzi na oświadczenie twórców logo, odpowiedziało, że logo wbrew opiniom zostało wdrożone prawidłowo.

## Inne informacje
- W lutym 2018 roku logo znalazło się w dziesiątce finalistów konkursu Polski Rebranding Roku.
- Do logo została wykonana specjalna księga identyfikacji wizualnej, która określa w jaki sposób może być używane logo.